# Чаєшне
Ча́єшне (рос. Чаешное) — присілок у складі Леб'яжівського округу Курганської області, Росія.
Населення — 43 особи (2010, 81 у 2002).